# ناأوكي ناإيتو
ناأُوكي ناإيتو (باليابانية: 内藤 直樹) (30 مايو 1968 في شيزوكا في اليابان – )؛ هو لاعب كرة قدم ياباني سابق كان يلعب كمدافع.

## وصلات خارجية
- ناأوكي ناإيتو على موقع رابطة كرة القدم اليابانية للمحترفين (اليابانية)
- ناأوكي ناإيتو على موقع عالم كرة القدم.نت (الإنجليزية)